# الیوت باندز
الیوت باندز (انگلیسی: Elliot Bonds؛ زادهٔ ۲۳ مارس ۲۰۰۰) بازیکن فوتبال اهل بریتانیا است.
از باشگاه‌هایی که در آن بازی کرده‌است می‌توان به باشگاه فوتبال داگنم و ردبریج اشاره کرد.
وی همچنین در تیم ملی فوتبال گویان بازی کرده‌است.